# Інокентій Херсонський
Архієпископ Інокентій (в миру Іван Олексійович Борисов, рос. Иван Алексеевич Борисов; 15 (27) грудня 1800, Єлець, Орловська губернія — 26 травня (7 червня) 1857, Одеса) — єпископ Російської православної церкви; з 24 лютого 1848 року архієпископ Херсонський і Таврійський. Член Російської академії (1836). Член Святійшого синоду з 26 серпня 1856 року. Знаменитий проповідник, письменник та релігійний діяч України. Канонізований Українською православною церквою. В 1997 році причислений до лику місцевошанованих святих Одеської єпархії Української православної церкви (Московського Патріархату).

## Родина та освіта
Світське ім'я Іван Борисов. Походив з сім'ї священика. Закінчив Воронезьке повітове училище, Орловську духовну семінарію (1819), Київську духовну академію зі ступенем магістра (1823). Ще з часів навчання в академії проявив себе талановитим проповідником. За даними митрополита Мануїла (Лемешевського), майбутній архієрей вже в юності виявляв свої видатні здібності:

Крім слухання лекцій він дуже багато займався самоосвітою і іноді викладав перед своїми товаришами вчення того чи іншого філософа з такою ясністю і простотою, що перевершував лекції професорські. Всі науки йому давалися легко. Він одноголосно був визнаний першим студентом академії.

Доктор богослов'я (1829).

## Служіння
З 28 серпня 1823 — інспектор і професор церковної історії та грецької мови Санкт-Петербурзької духовної семінарії.
З 1823 року, одночасно, був ректором Санкт-Петербурзького Олександро-Невського училища.
10 грудня 1823 був пострижений у чернецтво і висвячений у сан ієродиякона.
З 29 грудня 1823 — ієромонах.
З 10 грудня 1824 — бакалавр богослов'я Санкт-Петербурзької духовної академії.
З 2 вересня 1825 — інспектор Санкт-Петербурзької духовної академії.
З 6 січня 1826 — екстраординарний професор богослов'я Санкт-Петербурзької духовної академії.
16 березня 1826 року возведений у сан архімандрита.
З 27 серпня 1830 — ректор і професор богослов'я Київської духовної академії.
З 3 жовтня 1836 року — єпископ Чигиринський, вікарій Київської єпархії, керуючий Києво-Михайлівським монастирем. При цьому залишився на посаді ректора Київської духовної академії.
З 1 березня 1840 року — єпископ Вологодський і Устюжський.
З 31 грудня 1840 — єпископ Харківський і Охтирський.
З 15 квітня 1845 — за заслуги перед церквою возведений у сан архієпископа.
1847 року Інокентій Херсонський викликаний для присутності в Святійший Синод РПЦ МП.
З 24 лютого 1848 — архієпископ Херсонський і Таврійський.

## Учений і педагог
Під час викладання в Санкт-Петербурзі і Києві владика Інокентій проявив себе видатним професором. У його біографії, опублікованій в Енциклопедичному словнику Брокгауза і Ефрона йдеться про те, що 

він ввів новий метод викладу богослов'я — історичний та історико-порівняльний, широко користуючись посібниками західної богословської літератури, переважно протестантської, самобутньо працюючи за першоджерелами. Упродовж 16 років професорства він викладав, у самостійній обробці, всі головні галузі богослов'я. Володіючи блискучим даром викладу, він оживив інтерес до вчених занять серед учнів. У Києві він досяг скасування викладання богослов'я латинською мовою, який тримав російське богослов'я у рабській залежності від богослов'я католицького. Ним введені нові предмети викладання, відповідно до рівня наукового розвитку на Заході. Він утворив ціле покоління російських богословів і вчених, і брав діяльну участь у перебудові духовно-навчальних закладів, у складанні нових програм академічних та семінарських курсів.

Був керівником групи професорів Київської духовної академії, що займалася складанням «догматичного збірника», в якому була дана характеристика православного віровчення з часу виникнення церкви — ця праця використовувався як навчальний посібник для студентів. Наукова діяльність владики Інокентія викликала негативне ставлення з боку найконсервативніших церковних діячів, що спричинило за собою «секретне дізнання» про його спосіб думок, що закінчилося, проте, його повним виправданням. Одна з його найвідоміших книг — «Останні дні земного життя Ісуса Христа» — була визнана занадто «ліберальною», у зв'язку з чим не перевидавалася протягом 30 років (в 1991 вона стала першою книгою святителя, перевиданої в сучасний період вітчизняної історії).

## Проповідник
За словами митрополита Мануїла (Лемешевского), 

можна сказати, що не наука була його справжнім покликанням, а мистецтво людського слова. Він був не тільки відмінний знавець, але і геніальний художник вітчизняного слова. Світлий розум, велика пам'ять, творча уява, всебічна вченість, захоплююче красномовство, величний і благоліпний вид — ось риси, якими характеризували сучасники прославленого Інокентія.

Проповіді владики Інокентія в надрукованому вигляді розповсюджувалися по всій Російській імперії, частина їх переведена на французьку, німецьку, польську, сербську, грецьку, вірменську мови. При цьому в своїй творчості він орієнтувався як на проповідницьку спадщина святого Івана Золотоустого, так і на досвід таких видатних католицьких церковних ораторів як Жак Беніні Боссюе та Жан Батист Массільон.

## Церковний адміністратор
Як правлячий архієрей владика Інокентій дбав про поліпшення як матеріального побуту, так і освіти сільського духовенства. За нетривалий час керування Вологодською єпархією він займався поліпшенням роботи духовної консисторії і духовних училищ, оновленням архієрейського будинку і соборного храму, займався вивченням місцевих пам'яток історії та культури. Відновив Тотемський, Охтирський, Святогірський та Георгіївський-Балаклавський монастирі, відкрив в Криму кілька чернечих скитів, заснував в Одесі дві нові урочисті хресні ходи, керував будівництвом і реконструкцією храмів.
В 1842 році Інокентій, після публікації дисертації Миколи Костомарова «О значении унии в западной России», повідомив російську владу про обурливий зміст книги з точки зору Російської православної церкви. Після доносу петербурзький професор Н. Г. Устрялов, який за дорученням Міністерства народної освіти вивчав працю Костомарова, написав вкрай негативний відгук і книгу було доручено спалити.
Був ініціатором опису монастирських бібліотек та передачі їх рукописів в наукові центри — духовні академії, а також опису та реставрації пам'яток історії та культури Криму і Кавказу й інших регіонів, де він був правлячим архієреєм. Заснував в Одесі «болгарське настоятельство», яке до звільнення Болгарії з-під влади Османської імперії, давало притулок і освіту сотням болгарських юнаків.
Водночас був завзятим прихильником ідеї перетворення Кримського півострова на «Російський Афон» з одночасним зменшенням або повним знищенням мусульманської присутності. В рамках цього ннеодноразово пропнував знести Ханський палац у Бахчисараї. 
Під час Кримської війни архієпископ Інокентій виявив велику мужність, незважаючи на небезпеку, відвідуючи місця боїв (у тому числі в Севастополі, де під обстрілом їздив на буксирі по бухті), часто перебував під вогнем противника, здійснюючи богослужіння в похідних храмах, надихаючи солдатів своїми проповідями та втішаючи вмираючих. Після закінчення війни він здійснив об'їзд єпархії, проводив богослужіння в містах, які зазнали руйнувань, знаходив кошти для відновлення пошкоджених в результаті військових дій храмів. При цьому сприяв зведеню каплиць та церкво на місці битв. Під час поїздки захворів, був змушений повернутися до Одеси, де і помер.

## Канонізація
У 1997 році архієпископ Інокентій був причислений до лику місцевошанованих святих Одеської єпархії Української православної церкви Московського Патріархату. Тоді ж відбулося набуття мощей святого.

## Храми на честь архієпископа Інокентія
- Храм на честь Святителя Інокентія Одеського у м. Одеса (нижній храм Спасо-Преображенського собору).
- Храм Святителя Інокентія Одеського у м. Роздільна Одеської області[4].
- Храм Святителя Інокентія Херсонського у м. Херсоні (на території Херсонського юридичного інституту)[5].

## Праці
- (рос.)Сочинения (полное собрание). Шесть томов. СПб., 1908.
  - (рос.)т. I. Слова и беседы на Рождество Христово. Слова и беседы на праздники Господни. Слова и беседы на воскресные дни.
  - (рос.)т. II. Слова и беседы на праздники Богородичные. Слова и беседы на дни святых. Слова при посещении паств. Поучения на крестные ходы. Слова и речи к отдельным лицам.
  - (рос.)т. III. Слова на высокоторжественные дни. Слова и речи при избрании в общественные должности и при открытии общественных учреждений. Слова надгробные. Слова по случаю общественных бедствий. Падение Адамово. О грехе и его последствиях. Беседы о смерти. Мысли о бессмертии. Заметки.
  - (рос.)т. IV. Великий пост. Молитва святого Ефрема Сирина. Первая Седмица Великого поста. Страстная седмица. Светлая седмица.
  - (рос.)т. V. Последние дни земной жизни Господа нашего Иисуса Христа. Жизнь апостола Павла. Жизнь святого Киприана. Беседы о природе. Акафисты.
  - (рос.)т. VI. О религии вообще. О человеке. О последней судьбе человека и мира.
- (рос.)О начале христианства в Польше. СПб., 1842.
- (рос.)Письма к Гавриилу, архиепископу Рязанскому и Зарайскому. М., 1869.
- (рос.)Последние дни земной жизни Господа нашего Иисуса Христа. М., 1991.
- (рос.)О великих Господских и Богородичных праздниках. СПб., 2005.
- (рос.)Русский Златоуст: Жизнеописание, слова и проповеди святителя Иннокентия, архиепископа Херсонского. Единецко-Бричанская епархия, 2005.
- (рос.)Избранные сочинения. 2006.
- (рос.)Великий пост. Духовные рассуждения на каждый день поста. 2007.